# Церковь Иммануила
Церковь Иммануила — лютеранская церковь в Американо-Немецкой колонии в Яффе, Израиль.
Церковь построена в 1904 году. В 1955 году Всемирная лютеранская федерация передала контроль над церковью организации The Norwegian Church Ministry to Israel.
Имя «Иммануил» в переводе с древнееврейского означает «с нами Бог» и упоминается в Танахе, христианство трактует эти упоминания как пророчество о пришествии Иисуса Христа.

## История
Церковь была построена для протестантской общины Яффо, образовавшей церковный приход в 1889 году и официально присоединившейся к Прусской унии в 1906 году.

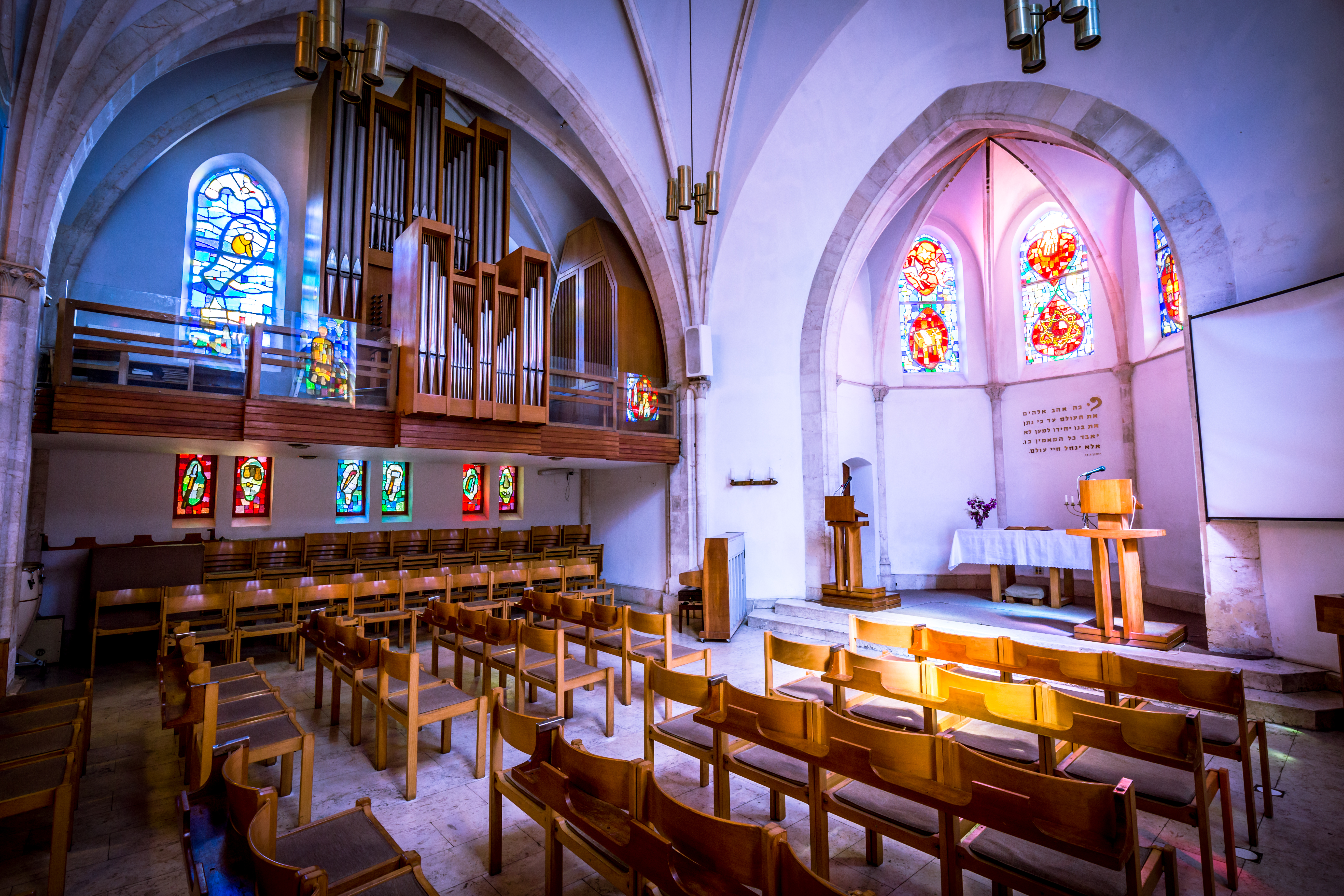
Внутренние убранства церкви

Участок земли для постройки пожертвовали в июле 1898 года миссионер Петер Мецлер (Peter Martin Metzler) и русско-немецкий барон Платон Устинов (1840—1918), перешедший ранее из православия в протестантизм, и владевший гостиницей (ныне Бейт-Иммануил) напротив участка.
Краеугольный камень церкви был заложен 2 ноября 1898 года жившими в Яффо протестантами из Германии и Швейцарии, в основном бывшими темплерами. Предполагалось, что на церемонии закладки краеугольного камня будут присутствовать, во время их поездки в Палестину в 1898 году, немецкий император Вильгельм II и его жена. Но в итоге церемония затянулась на несколько дней и император не присутствовал, однако он из собственных денег пожертвовал церковный колокол, после того как строительство здания было завершено в 1904 году. Церковь спроектировали архитекторы Эрнст Фогт и Пауль Грот, надзор за строительством осуществлял Бенджамин Зандель, сын архитектора Теодора Занделя.
С началом второй мировой войны почти все прихожане церкви были интернированы мандатными властями как граждане враждебного государства, приходское имущество было конфисковано, управление церковью взяло на себя англиканское миссионерское общество Church’s Ministry Among Jewish People, на несколько лет церковь была заброшена. 
С образованием государства Израиль имущество, конфискованное британскими властями, перешло к нему, и в 1952 году церковь была передана Всемирной лютеранской федерации.
С 1955 года церковью управляет норвежская церковная делегация в Израиле.
В 1977—1978 годах здание было отреставрировано, заменены старые окна и орган.